# Diedense Uiterdijk
De Diedense Uiterdijk is een natuurhistorisch en aardkundig belangwekkend gebied dat zich bevindt langs de Maas tussen Dieden en Megen. Het gebied meet 178 ha en maakt deel uit van een groter gebied, Maasuiterwaarden geheten. Het gebied is eigendom van de Vereniging Natuurmonumenten.
Het is een kronkelwaard die diep landinwaarts steekt ten gevolge van een voormalige Maasmeander. De ruggen en laagten zijn nog goed te herkennen, met name de ligging van de voormalige meander, wat nu nog een moerassig gebied is. In dit gebied komen watergentiaan, krabbenscheer, holpijp en pijlkruid voor, wat wijst op een goede waterkwaliteit. De aan het rivierengebied gebonden plantensoorten zoals kruisbladwalstro, knikkende distel en gewone agrimonie groeien eveneens in dit gebied.
Het aan de huidige Maasbedding gelegen gedeelte, wat uit voormalig akkerland bestaat, wordt deels afgegraven door de baksteenfirma Rodruza, waarbij een natuur- en waterbergingsgebied ontstaat en tevens 1 miljoen m3 klei wordt gewonnen. De betreffende werkzaamheden zijn in 2009 gestart.